# Иванов, Василий Михайлович (писатель)
Васи́лий Михайлович Ивано́в (род. ок. 1777 — ?) — русский писатель и мемуарист, экипажмейстер, унтер-шталмейстер императорской конюшни, коллежский советник.
Написал: «Записки, веденные во время путешествия императрицы Елисаветы Алексеевны по Германии в 1813—15» (СПб. 1833), перевёл: «Начертание о начале и устроении регулярного войска и морской силы в России», Шмидта (М. 1798).
Сын: Ардалион Иванов (1805 — после 1875) — филолог и драматург.

## Источник
- Иванов, Василий // Энциклопедический словарь Брокгауза и Ефрона : в 86 т. (82 т. и 4 доп.). — СПб., 1890—1907.